# Сан Клементе (Ријети)
Сан Клементе је насеље у Италији у округу Ријети, региону Лацио.
Према процени из 2011. у насељу је живело 31 становника. Насеље се налази на надморској висини од 939 м.